# Julien Stevens
Julien Stevens (Malines, 25 febbraio 1943) è un ex ciclista su strada, pistard e dirigente sportivo belga.
Professionista dal 1963 al 1977, fu secondo ai campionati del mondo su strada 1969 a Zolder; in carriera vinse anche una tappa al Tour de France, una alla Vuelta a España e un titolo nazionale.

## Carriera
Corse soprattutto come gregario di ciclisti quali Eddy Merckx, Rik Van Looy e Rik Van Steenbergen, ma ottenne comunque diverse soddisfazioni personali.
Al Tour de France 1969 ottenne un successo di tappa, nella seconda frazione che arrivava a Maastricht, che, grazie anche alla vittoria nella cronosquadre del giorno prima, gli permise di indossare per tre giorni la maglia gialla simbolo del primato.
Sempre nel 1969 fu convocato per i campionati del mondo di ciclismo, in appoggio ai capitani Merckx e Van Looy, che si annullarono a vicenda lasciando a Stevens la possibilità di giocarsi la vittoria finale. Nella volata con l'olandese Harm Ottenbros terminò secondo, con Michele Dancelli a completare il podio.
Nel 1968 vinse i Campionati belgi e nel 1975 vinse una tappa alla Vuelta a España. Fra gli altri piazzamenti, colse un undicesimo posto al Giro delle Fiandre nel 1969, il quinto posto nella E3 Prijs Harelbeke, il nono nella Freccia del Brabante e il sesto nella Gand-Wevelgem nel 1970, il terzo posto nella Milano-Vignola nel 1972, il settimo posto nella Dwars door Belgie e il secondo posto nel Grand Prix de l'Escaut nel 1974.
Ciclista poliedrico, alternò l'attività su strada a quella su pista, dove riuscì a ottenere diversi successi, soprattutto in coppia con Patrick Sercu nelle Sei giorni di Milano e Gand e nei campionati nazionali.

## Palmarès

### Strada
- 1962 (dilettanti)

Campionati belgi, Prova in linea dilettanti
3ª tappa 2ª semitappa Tour de la Provincie de Liège
Classifica generale Tour de la Provincie de Liège
2ª tappa Olympia's Tour
3ª tappa Olympia's Tour
- 1963 (dilettanti)

Campionati belgi militari, Prova in linea
5ª tappa Olympia's Tour
- 1965

Hulst-Tessenderlo
Malderen
Vorst-Bruxelles
- 1966

Circuit du Brabant central
Malderen
5ª tappa Volta Ciclista a Catalunya
- 1967

Grand Prix Betekom
Kessel-lo
- 1968

Campionati belgi, Prova in linea
Grand Prix Pino Cerami
- 1969

Grand Prix Betekom
Grand Prix Union-Brauerei
2ª tappa Tour de France (Woluwe-Saint-Pierre > Maastricht)
8ª tappa Tour de Suisse (Davos-Jakobshorn > Wohlen)
- 1970

Grand Prix Betekom
- 1971

Grote Prijs Stad Vilvoorde
- 1973

Ronse-Tournai-Ronse
- 1974

5ª tappa, 1ª semitappa Giro del Belgio (Bioul > Wezembeek)
- 1975

19ª tappa, 1ª semitappa Vuelta a España (Miranda de Ebro > Beasain)
- 1977

De Kustpijl Heist

#### Altri successi
- 1961 (dilettanti)

Kampenhout
Keerbergen
Hulshout
Haacht
Merchtem
Hombeek
Grimbergen
Saint Kathleen-Waver
- 1962 (dilettanti)

Kessel
Nijlen
Blaasveld
Boischot
Baasrode
Duffel
Anversa
Muizen
Malines 16 giugno
Malines 18 giugno
Gedinne
Kruibeke
Grimde
Leest
Kampenhout
Kontich
Stenokkerzel
Boortmeerbeek
Geel
Beigem
Saint Kathleen-Waver
Lokeren
Willebroek
- 1963 (dilettanti)

Trophée Renault
Malines 22 giugno
Malines 24 giugno
Beveren-Waas
Renaix
Woluwé-Saint Lambert
Gand-Eklo
Temse
.Pulle
Oud-Thournhout
Steenokkerzeel
OLV Varve 28 aprile
OLV Varve 3 giugno
Willebroek
Heindonk
Breendonk
- 1964

Criterium di Baasrode
Kermesse di Sint-Lenaarts
Kermesse di Bornem
Kermesse di Borgerhout
- 1965

Criterium di Oudenaarde
Criterium di Werchter
Criterium di Roeselare
Kermesse di Herenthout
- 1966

.Criterium di Londerzeel 
Kermesse di Willebroek
Kermesse di Kwaadmechelen
Kermesse di Tien-Bost
Kermesse di Herenthout
- 1967

Acht van Brasschaat (criterium)
Criterium Yerzeke
Kermesse di Nazareth
Kermesse di Onze-Lieve-Vrouw Waver
Kermesse di Bouwel
Kermesse di Oisterwijk
- 1968

Criterium di Braine-le-Comte
Criterium di Hombeek
Criterium di Rijmenam
- 1969

1ª tappa 2ª semitappa Tour de France (cronosquadre)
Criterium di Blizen
Criterium di Tervuren
- 1970

Prologo Tour de France (cronosquadre)
Criterium di Putte-Mechelen
- 1971

Kermesse di Kortemark
- 1972

Criterium di Putte-Mechelen
Kermesse di Mechelen
Kermesse di Boezinge
- 1973

Grand Prix Stadt - Sint-Niklaas (kermesse)
- 1974

Kermesse di Maldegem
- 1975

Criterium di Ulvenhout
Grand Prix Frans Melckenbeeck - Lede (kermesse)
Kermesse di Laarne
Krierium di Evergem
- 1977

Criterium di Sint-Amadsberg
Kermesse di Kustpijl Knokke Heist

### Pista
- 1968

Campionati belgi, Inseguimento individuale
- 1970

Omnium di Anversa
- 1971

Sei giorni di Milano (con Eddy Merckx)
- 1972

Sei giorni di Gand (con Patrick Sercu)
Sei giorni di Montréal (con Norbert Seeuws)
- 1973

Campionati belgi, Omnium (con Patrick Sercu)
Campionati belgi, Americana (con Patrick Sercu)
Sei giorni di Milano (con Patrick Sercu)
- 1974

Sei giorni di Gand (con Graeme Gilmore)
- 1976

Campionati belgi, Mezzofondo

## Piazzamenti

### Grandi Giri
- Giro d'Italia

1967: ritirato
1972: ritirato
1973: 108º
- Tour de France

1965: ritirato
1966: fuori tempo massimo
1969: 72º
1970: ritirato
1971: 90º
- Vuelta a España

1974: 34º
1975: 46º
1977: 52º

### Classiche monumento
- Milano-Sanremo

1968: 15º
1969: 19º
1970: 38º
1973: 77º
1975: 78º
Giro delle Fiandre
1966: 32º
1968: 36º
1969: 11º
1970: 20º
1972: 59º
- Parigi-Roubaix

1966: 36º
1968: 38º
1972: 20º
1974: 31º

### Competizioni mondiali
- Campionati del mondo

Renaix 1963 - In linea dilettanti: 9º
Imola 1968 - In linea: ritirato
Zolder 1969 - In linea: 2º